# Romna
Die Romna (lombardisch Rónna) ist ein mit Quellbach rund 12 Kilometer langer linker Nebenfluss des Serio in der italienischen Provinz Bergamo im Nordosten der Lombardei. Sie durchfließt auf ihrem Lauf das Val Gandino, ein Seitental des Valle Seriana, und durchquert dabei die Gemeindegebiete von Gandino, Peia, Leffe, Cazzano Sant’Andrea und Casnigo.

## Verlauf
Die Romna entsteht auf etwa 530 m s.l.m. durch den Zusammenfluss des etwas längeren linken Quellbaches Valle Piana und des rechten Quellbaches D’Argo bei der Kirche Chiesa di San Rocco agli Opifici wenig oberhalb von Gandino. Der D’Argo entspringt am Monte Fogarolo und durchquert das Val D’Argo, der Valle Piana verläuft durch das gleichnamige Tal und entspringt zwischen Monte Grione im Süden und Monte Palandone im Norden.

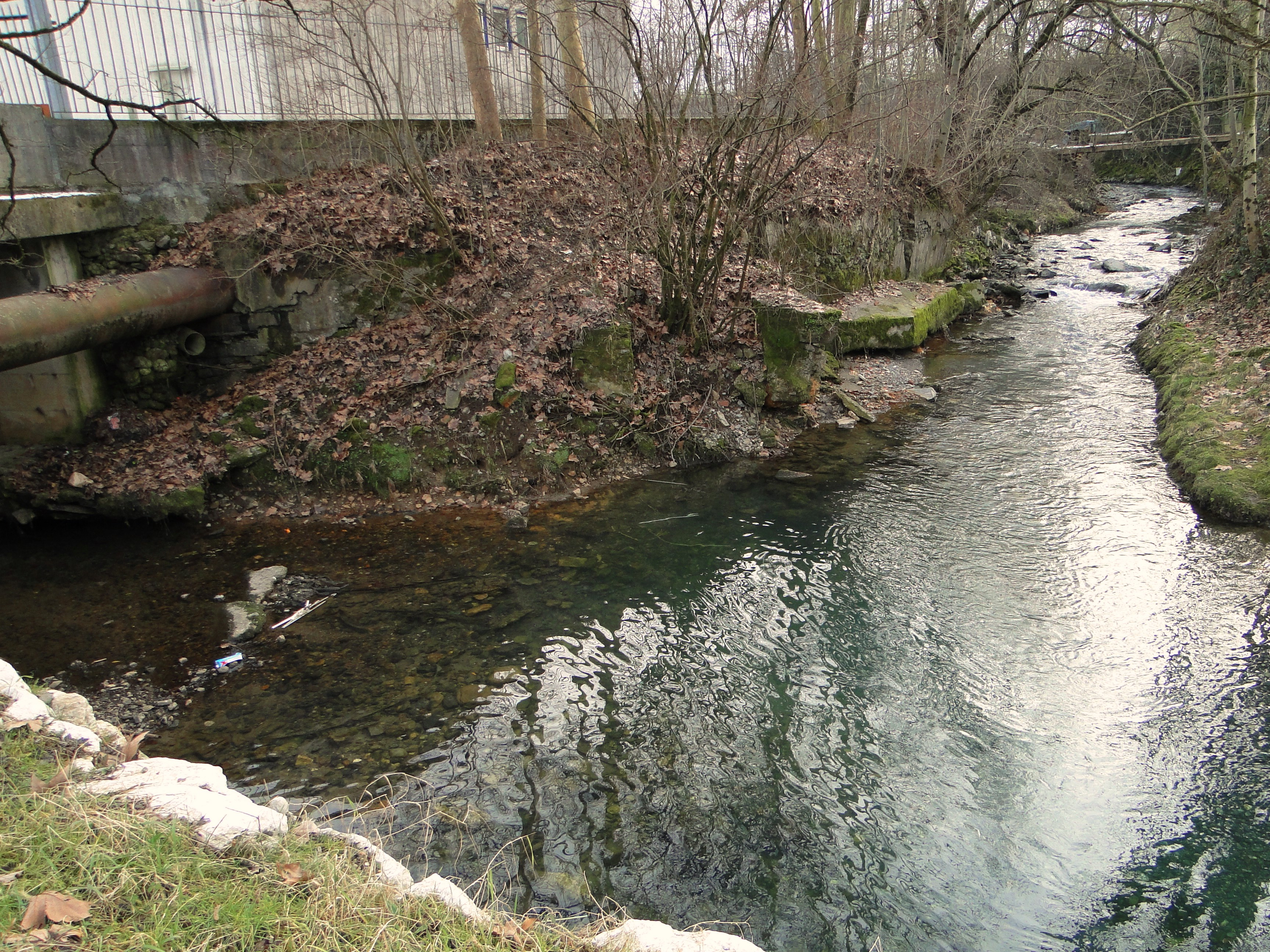
Einmündung des Baches Re

Sie fließt anfangs nach Südwesten vorbei an Gandino und Peia, deren Gemeindegrenze sie bildet, ehe sie die zwischen Gandino und Leffe bildet. Kurz nach Leffe wendet sie sich bei der Einmündung des Rino von links nach Nordwesten und gleich darauf bei der Mündung des Re von rechts erneut nach Südwesten, wobei sie kurz durch das Gemeindegebiet von Cazzano Sant’Andrea verläuft. Sie erreicht die Gemeinde Casigno, wo sie in ihrem Tal von der Strada provinciale 42 begleitet wird. Bei der Località Rasga erreicht sie das Valle Seriana.
Die Romna verläuft kurz parallel zu einem Seitenkanal des Serio und mündet schließlich auf etwa 385 m s.l.m. gegenüber von Fiorano al Serio von links in den Serio.